# 한국애니메이션고등학교
한국애니메이션고등학교(韓國애니메이션高等學校)는 대한민국 경기도 하남시 창우동에 위치한 공립 고등학교이다.

## 학교 연혁
- 2000년 1월 18일 : 학교설립 조례공포 (4개과 4학급 완성, 12학급 인가)
- 2000년 3월 8일 : 제1회 신입생 입학식(101명 남 31명, 여 70명)
- 2000년 4월 17일 : 제1대 황선길 교장 취임
- 2002년 3월 1일 : 도지정 자율학교 시범운영
- 2002년 4월 4일 : 산학발전위원회 발족식 및 애니시네마홀 개관식
- 2003년 2월 17일 : 제1회 졸업식(91명)
- 2003년 3월 1일 : 도지정 특기적성교육 시범학교 운영
- 2007년 3월 1일 : 교육과학기술부 지정 정책 연구학교 운영
- 2009년 12월 18일 : 하남 앙꼬피그 페스티벌(졸업작품 전시회) 개최
- 2011년 3월 1일 : 경기도교육청 지정 학교문화선도학교 연구학교 운영
- 2020년 9월 1일 : 제8대 안정희 교장 취임
- 2020년 9월 5일 : 좋은학교 만들기(고교학력향상 및 고교특성화지원 사업)
- 2023년 1월 6일 : 제21회 졸업식(101명)
- 2023년 3월 2일 : 제24회 입학식(108명)
- 2023년 3월 30일 : 직업계고 고교학점제 선도학교 5년차 운영

## 설치 학과
- 애니메이션과
- 만화창작과
- 컴퓨터게임제작과
- 영상연출과

## 참고 자료
- 한국애니메이션고등학교 - 한국교육학술정보원 학교알리미